# Thetella oonoomba
Thetella oonoomba är en insektsart som beskrevs av Otte, D. och R.D. Alexander 1983. Thetella oonoomba ingår i släktet Thetella och familjen syrsor. Inga underarter finns listade i Catalogue of Life.